# کارول دوم
کارول دوم (۱۵ اکتبر ۱۸۹۳ – ۴ آوریل ۱۹۵۳) از ۸ ژوئن ۱۹۳۰ تا ۶ سپتامبر ۱۹۴۰ میلادی به عنوان شاه رومانی حکومت کرد. او بزرگترین پسر فردیناند اول، شاه رومانی و همسرش ملکه ماری (دختر شاهزاده آلفرد، دوک ادینبورگ که دومین پسر ملکه ویکتوریا بود) بود. وی نخستین فرد در خاندان سلطنتی رومانی بود که در مراسم مذهبی ارتدوکس غسل تعمید داده شد.

## دوره پیش از سلطنت
کارول در ۱۹۱۴ میلادی وارد سنای رومانی شد. او بیش از هرچیز به خاطر حوادث زندگی شخصی‌اش مورد توجه مردم قرار گرفت. او دوباره ازدواج کرد. بار نخست با دختر یکی از ژنرال‌های رومانیایی به نام جوآنا ماری والنتینا لامبرینو (۱۸۹۸–۱۹۵۳) معروف به زی‌زی که حاصل آن یک پسر به نام کارول بود؛ اگرچه این ازدواج تنها یک سال دوام داشت و در ۱۹۱۹ به جدایی انجامید.
ازدواج بعدی کارول در ۱۰ مارس ۱۹۲۱ میلادی در آتن یونان با دختر شاه کنستانتین اول، هلن، اتفاق افتاد. ثمره این ازدواج پسری به نام میخاییل بود که شاه بعدی رومانی گردید.
به دلیل شایعاتی که همچنان دربارهٔ زندگی کارول وجود داشت، او در ۲۸ دسامبر ۱۹۲۵ میلادی به نفع پسرش میخاییل از ولیعهدی کنارگیری کرد. میخاییل در ژوئیه ۱۹۲۷ میلادی شاه رومانی شد. هلن نیز در ۱۹۲۸ میلادی از کارول جدا شد.

## سلطنت
کارول با تظاهر به کناره‌گیری از سلطنت، در ۸ ژوئن ۱۹۳۰ میلادی قدرت را در رومانی بدست گرفت و به جای فرزندش بر تخت شاهی نشست. کارول شیوه حکومت دیکتاتوری خود را آغاز کرد. وی احزاب مختلف کارگری، دهقانی و لیبرال را کنار زد. در ۱۹۳۸ میلادی برای سرکوب مخالفان، گارد آهنین را تشکیل داد.
او در ۱۹۳۸ از سوی جرج ششم، پادشاه بریتانیا، به لقب شوالیه نشان بند جوراب نایل آمد. او در همان سال، حکومت دموکراتیک را در رومانی برانداخت و نظام استبدادی خود را جایگزین آن نمود. او سرانجام در ۵ سپتامبر ۱۹۴۰ حکومت را به پسرش میخاییل واگذار کرد و تمامی اختیارات اجرایی را نیز به مارشال یان آنتونسکو سپرد.

## تبعید و مرگ
کارول پس از کناره‌گیری از حکومت به پرتغال تبعید شد و در ۴ آوریل ۱۹۵۳ در شهر استادو نوو درگذشت.